# Dominique Mathieu
Dominique Joseph Mathieu, O.F.M. Conv. (Aarlen, 13 juni 1963) is een Belgische rooms-katholieke geestelijke. Hij is sinds 8 januari 2021 de aartsbisschop van Teheran-Isfahan in Iran. Op 7 december 2024 werd hij door paus Franciscus tot kardinaal gecreëerd.

## Biografie
Dominique Mathieu werd op 13 juni 1963 geboren in Aarlen, maar groeide op in Damme. Hij liep school aan het Sint-Franciscus-Xaveriusinstituut in Brugge. Hij sloot zich in 1984 aan bij de minderbroeders-conventuelen waar hij in 1987 zijn plechtige professie aflegde. Mathieu studeerde wijsbegeerte en theologie in Rome. Op 1 april 1989 werd hij tot diaken gewijd en op 24 september 1989 tot priester.
Na zijn priesterwijding werd hij lid van het Sint-Antonius van Paduaklooster in Brussel. Hij was er enige tijd rector van de Sint-Antonius van Paduakerk. Dominique Mathieu was zes jaar lang provinciaal overste voor de Belgische provincie van de minderbroeders.  
In 2013 werd hij naar Libanon op missie gezonden. In 2019 verhuisde hij op vraag van de nieuw verkozen algemeen overste naar Rome om assistent-generaal voor Centraal-Europa en raadslid van de orde te worden. 
In 2021 benoemde paus Franciscus hem tot aartsbisschop van Teheran-Isfahan in Iran voor de Latijnse katholieken, die sinds 2015 geen bisschop meer hadden. Mathieu werd in besloten kring tot bisschop gewijd door kardinaal Leonardo Sandri, en door kardinaal Mauro Gambetti en aartsbisschop Ignazio Bedini als co-consecrators, in de Twaalf-Apostelenbasiliek in Rome op 16 februari 2021, feestdag van de patroonheilige van Iran, Sint-Maruthas. In een interview in maart 2021 zei Dominique Mathieu dat hij sinds zijn wijding: 'bijna altijd affiniteit met de islamitische wereld heeft gevoeld.' Het zou nog tot november van dat jaar duren vooraleer hij Teheran kon bereiken. Op 31 december waren alle formaliteiten in orde en kon hij voor het eerst publiek voorgaan in de kathedraal van Teheran. 
De Islamitische Republiek van Iran erkent het christendom officieel als minderheid. Aan katholieke zijde zijn er Assyrisch-Chaldeeuwers, Armeense katholieken en Latijnen. Hun hiërarchie vormt samen een bisschoppenconferentie waarvan Mathieu de voorzitter is. Er zijn in Iran vijf Latijnse parochies, met officieel tweeduizend gelovigen: drie in Teheran, één in Ispahan en één in Tabriz. Het aartsbisdom bestrijkt geheel Iran en telt geen enkele priester of diaken.  
Op 6 oktober 2024 kondigde paus Franciscus aan dat Mathieu tijdens het consistorie op 8 december 2024 tot kardinaal-priester gecreëerd zou worden. De datum werd later naar 7 december 2024 verplaatst.
In juli 2025 werd Mathieu door paus Leo XIV lid gemaakt van het dicasterie voor de Interreligieuze Dialoog binnen de Curie, het bestuur van het Vaticaan. Mathieu was reeds lid van het dicasterie dat zich over de heiligverklaringen buigt.

## Trivia
- Dominique Mathieu heeft een passie voor astronomie.
- Kardinaal Mathieu spreekt Nederlands, Frans, Duits, Engels en Italiaans. Hij heeft ook Arabische literatuur gestudeerd in Brussel en Libanon.[9]
- Kardinaal Mathieu was in 2025 op Hemelvaartsdag in Brugge te gast tijdens de Heilig Bloedprocessie en droeg er kort mee de schrijn met het relikwie van het Heilig Bloed.